# Quintus Tullius Cicero
 For alternative betydninger, se Cicero (flertydig). (Se også artikler, som begynder med Cicero)
Quintus Tullius Cicero (102-43 f.Kr.) var en romersk politiker, mest kendt som Marcus Tullius Ciceros lillebror.
Han skrev i 64 f.Kr. et langt brev kaldet Commentariolum Petitionis ("Kortfattet vejledning i valgkamp") til sin bror, da denne søgte at opnå valg som konsul for året 63 f.Kr.
Marcus Cicero skrev en lang række breve til Quintus, som blev samlet og udgivet som Epistulae ad fratrem Quintum ("Breve til broderen Quintus").
Ligesom sin bror blev Quintus Cicero i 43 f.Kr. proskriberet og slået ihjel af romerske soldater på ordre fra det andet triumvirat.
Quintus Cicero var gift med Pomponia, som var søster til Marcus Ciceros nærmeste ven Titus Pomponius Atticus.
| Biografi | Spire Denne biografi er en spire som bør udbygges. Du er velkommen til at hjælpe Wikipedia ved at udvide den. |

1. ↑  Navnet er anført på engelsk og stammer fra Wikidata hvor navnet endnu ikke findes på dansk.